# Daniel Andres
Daniel Andres (* 6. März 1937 in Biel/Bienne) ist ein Schweizer Komponist und Musiker.
Die musikalische Ausbildung erhielt er am Konservatorium Bern (heute Hochschule der Künste Bern). Seine Lehrer waren unter anderem Otto Schaerer, Orgel, und Sándor Veress, Komposition. Später bildete er sich bei Kazimierz Serocki weiter.
Andres wirkte unter anderem als Kapellmeister, Korrepetitor und Chorleiter am Musiktheater der Stadt Biel (heute Theater Orchester Biel Solothurn) von 1972 bis 1979 und von 1984 bis 1989. Ab 1989 war er Organist und Kirchenmusiker in Biel, ab 2002 freischaffender Komponist.
Andres war zeitweise auch als Journalist tätig und veröffentlichte einen autobiographischen Roman sowie mehrere Bücher über die Baugeschichte von Biel. 1996–1998 war er Präsident des Landesrings der Unabhängigen (LdU).

## Werke
- Sambogha Kaya, fünf Orchesterstücke 1972
- Die Klagen Hiobs, Chorstück 1957
- …alors la nuit…, Chorstück 1988
- Missa a 4 voci, Chorstück 1991
- Die Nachtigall der tausend Geschichten, Oper 1978–1982
- Violinkonzert 1976
- 6 Streichquartette
- Streichsextett 2002
- Was ist der Mensch… für Alt-Solo, Streichsextett und Orgel 2002
- Konzert für Klavier und Orchester 2002
- Tisqui el Haratine, Orchesterstück 2004
- Konzert für Violoncello und Orchester 2010
- Kammermusik (Cello-Sonate, Piano-Sonate, Violin-Sonate, Duos für Vl./Vc.; Vl./Vla; Fag./Vla)
- Derborence Oper nach dem Roman von Charles Ferdinand Ramuz (2020)